# ملكة جمال الفلبين
ملكة جمال الفلبين، هي مسابقة ملكة جمال وطنية في الفلبين تختار ممثلات فلبينيات للتنافس في واحدة من مسابقات ملكات الجمال الدولية الأربعة الكبرى، و يختار حاملتي ألقاب آخرين للمشاركة في مسابقات ملكة جمال دولية صغيرة.

## روابط خارجية
- موقع بينيبينينغ فيليبيناس الرسمي